# La belle captive
La belle captive è un film del 1983 diretto da Alain Robbe-Grillet.
Il titolo del film deriva da sei quadri dipinti da René Magritte tra il 1931 e il 1967, tutti con il medesimo titolo.

## Trama
Il giovane Walter Raim, agente di una non meglio precisata organizzazione che nel corso del film viene definita “polizia parallela”, danza in un night club con una donna bellissima che non vuole rivelargli il suo nome né il suo numero di telefono. Convocato dal suo superiore Sara Zeitgeist, riceve l'incarico di consegnare una lettera al conte Henri de Corynthe, esponente dell'ex maggioranza di governo. Mentre si reca a compiere la missione, percorrendo in auto di notte strade extraurbane, si imbatte in una donna sdraiata sulla carreggiata.
Walter si rende conto che si tratta della donna appena conosciuta al night; è priva di conoscenza, ha le mani ammanettate dietro la schiena e una ferita sulla coscia. Preoccupato, Raim la carica in auto e parte in cerca di aiuto. Scopre che la giovane si chiama Marie-Ange van de Reeves, ma non riesce a sapere da lei nulla su quanto è successo. Raggiunge una villa di campagna e chiede aiuto; quando entra insieme a Marie-Ange ammanettata sembra sia in corso un ricevimento con ospiti solo maschili. I convenuti credono che lui sia un nuovo invitato che conduce con sé una professionista, ammanettata per l'occasione.
Indignato, Walter chiede aiuto per la donna; uno dei presenti, il dottor Morgentodt, afferma di essere medico e si offre di prestare il primo soccorso, ma quando Walter accompagna Marie-Ange in una stanza al piano superiore lei improvvisamente non è più ammanettata. Walter e Marie-Ange fanno l'amore. Al risveglio al mattino Walter si trova da solo in una casa che sembra devastata da un uragano. Riparte in auto e si ferma in un caffè, dove legge sul giornale la notizia del rapimento di Marie-Ange van de Reeves il giorno prima del matrimonio con Henri de Corynthe.
Walter torna alla villa dove ha vissuto la sua avventura notturna, la trova e abbandonata da anni, secondo gli abitanti della vicina clinica privata. Qui rivede il dottor Morgentodt che si accorge di una ferita sul collo di Walter, provocata dal rapporto sessuale con Marie-Ange. L'agente decide di portare a termine la missione della quale è incaricato e si reca da Henri de Corynthe, che però è appena morto di infarto; a stilare il certificato di morte è guarda caso il dottor Morgentodt, ma Walter attrae l'attenzione del commissario Francis, che sta indagando sulla scomparsa di Marie-Ange. Alla villa abbandonata, Walter ha raccolto una scarpa da donna con tracce di sangue che fa il paio con il reperto dell'altra scarpa nelle mani dell'ispettore. Secondo il poliziotto la foto pubblicata sul giornale è un errore, non è l'attuale fidanzata del politico bensì una fiamma precedente.
Confuso, Walter torna al night club per cercare conferme; il barista riconosce la foto della ragazza ma dice che non poteva trovarsi nel locale perché è morta sette anni prima. Walter chiede spiegazioni a Sara Zeitgeist: il messaggio che lui avrebbe dovuto consegnare a Henri de Corynthe è la foto di una scarpa femminile insanguinata, un avvertimento da parte di avversari politici che lo ritengono responsabile della morte di Marie-Ange. Walter comincia ad avere allucinazioni che riguardano la ragazza e un gruppo di militari in divisa fascista. Si reca a trovare il prof. Van de Reeves, padre di Marie-Ange e noto spiritista, il quale sostiene che da quando la figlia è morta diverse persone gli hanno riferito di averla vista.
Walter rimane a dormire per la notte in casa del professore, dove viene arrestato dall'ispettore Francis che guida una squadra di agenti vestiti di nero come nel sogno. Seguono scene confuse, in cui l'incubo di Walter si confonde con la realtà; infine l'agente, che in realtà è un comune impiegato, si sveglia nel suo letto, accanto a Sara Zeitgeist che in realtà è sua moglie. Le racconta che ha sognato di essere messo davanti a un plotone d'esecuzione comandato da lei.
Walter esce per recarsi al lavoro, ma incappa per strada nel corpo di Marie-Ange riversa sul selciato e vestita come nel sogno. Scende dall'auto, ma contemporaneamente sopraggiunge un fuoristrada con gli uomini in divisa nera, e Sara Zeitgeist che comanda la sua fucilazione.

## Critica
Nel 1975 Alain Robbe-Grillet scrisse il suo abituale ciné-roman propedeutico alla preparazione di un film, intitolato La belle captive e corredato con 77 illustrazioni tratte da dipinti di René Magritte. I sei paesaggi (due terrestri e quattro marini) intitolati La belle captive mostrano un cavalletto con una tela sulla quale è presente un altro dipinto che è la riproduzione del paesaggio stesso. Nella trama del film si può ritrovare una vaga ispirazione alla poesia La sposa di Corinto di Goethe, in cui appunto un giovane cerca la propria fidanzata e viene a sapere dal padre di lei che è morta sette anni prima; durante la notte il giovane riceverà la visita della bella, che nel tentativo di trovare la pace dopo una morte violenta, berrà il suo sangue fino a provocarne la morte.